# Procédure électorale
Une procédure électorale décrit les règles et les modes opératoires (établissement des listes, bulletin de vote, dépouillement...) à respecter dans le cadre d'une élection.

## Le vote secret

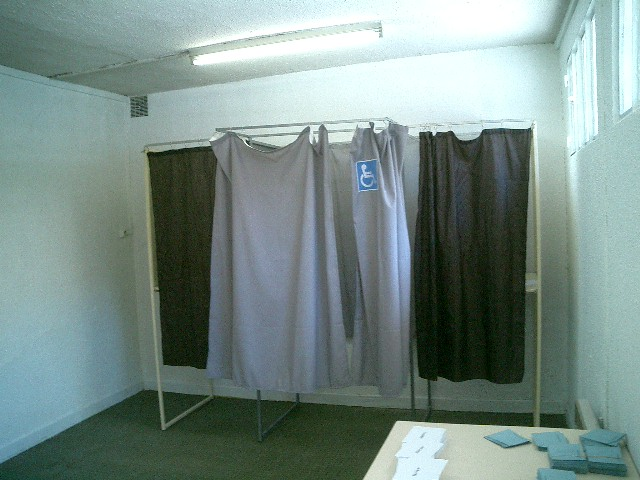
Isoloir lors de l'élection présidentielle française de 2007 à Vaulnaveys-le-Haut.

À la fin du XIXe siècle, notamment en Angleterre et en France, lors des premières élections au suffrage censitaire, le vote se faisait publiquement et oralement. Conformément à la conception aristocratique de l'exercice du droit de suffrage, il s'agissait d'assumer son choix face aux autres électeurs et face au peuple, que les nobles étaient alors censés représenter. Plus tard, avec la généralisation du suffrage universel à travers les démocraties représentatives européennes, la pratique du vote à bulletin secret a fini par s'imposer. Il s'agissait généralement d'écrire soi-même son choix sur son bulletin. Compte tenu de la forte proportion d'analphabètes dans les corps électoraux de cette époque, le bas-peuple était encore largement dépendant des nobles et du clergé, qui eux étaient instruits, pour exercer leur droit de suffrage. Plus récemment, comme en Inde à partir de 1947 ou en outre-mer à l'occasion des premières élections présidentielles de la Cinquième République française, l'usage de symboles correspondant à tel parti politique ou à tel candidat a permis de pallier au moins partiellement ce problème. La pratique du vote par bulletin est pourtant très ancienne. Les Romains l'utilisaient dans les années 130 av. J.-C. après l'adoption des lois tabellaires, et au Moyen Âge, on s'en servait pour la désignation de certains députés français du Tiers. La redécouverte de la démocratie en Europe au cours du XIXe siècle a permis sa réhabilitation progressive. Autre élément incontournable du vote contemporain, l'isoloir n'est entré en application pour la première fois qu'en 1856, dans l'État australien de Victoria. Seule la combinaison du bulletin de vote et de l'isoloir permet une liberté totale du vote : elle empêche à la fois les pressions sur les électeurs et dissuade ces derniers de faire commerce de leur voix. C'est pourquoi toutes les démocraties représentatives contemporaines y ont systématiquement recours.

## Le bulletin de vote

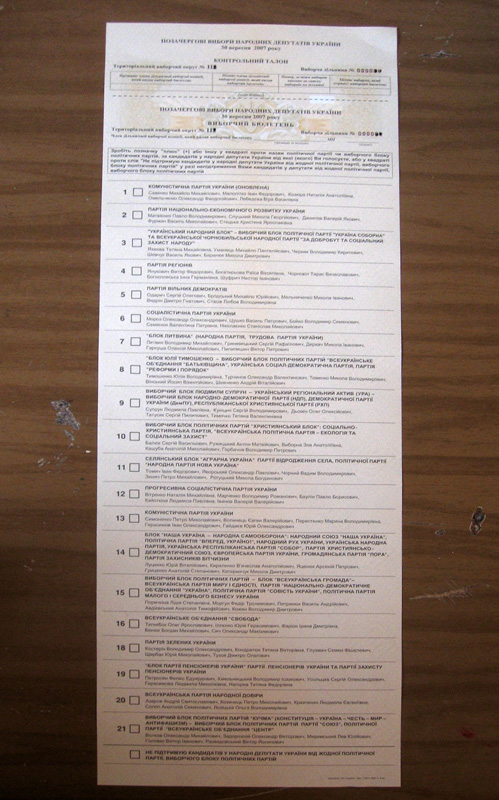
Bulletin de vote utilisé pour les élections législatives ukrainiennes de 2007. L'électeur doit ici cocher la case correspondant à la liste qu'il préfère dans le cadre d'un mode de scrutin proportionnel plurinominal.

Les divers systèmes de vote permettent à l'individu d'exprimer son vote de manières différentes. Dans un scrutin de classement ou « de préférence » (Méthode Borda, méthode de Condorcet, etc.), les électeurs établissent une liste de préférences parmi plusieurs options proposées, de celle qu’ils préfèrent à celle qu’ils aiment le moins. Avec un système de vote par approbation, les électeurs se prononcent sur chaque option indépendamment l’une de l’autre, comme dans la famille du vote par valeurs (ou "vote par notes" ou "vote par notation" ou "vote de valeur") dont le principe consiste à ce que chaque électeur associe une note à chaque option/candidat. Avec un mode de scrutin majoritaire uninominal, les électeurs ne peuvent choisir qu'une seule option, alors qu’avec le vote d'approbation, ils peuvent en choisir autant qu'ils le souhaitent. Avec des systèmes de vote pondéré, comme le vote cumulatif, les électeurs peuvent voter pour les mêmes candidats à plusieurs reprises. 
Certains systèmes de vote incluent d'autres choix, parfois optionnels, sur le bulletin de vote, comme l’expression d’une préférence pour tel ou tel candidat au sein d’une liste dans le cadre d’une élection à la représentation proportionnelle, ou la désapprobation d’une option parmi plusieurs autres.

## Le vote obligatoire
Le vote est considéré, dans la plupart des démocraties contemporaines, comme un devoir plus que comme un droit. Rares sont celles, cependant, qui sanctionnent l'abstentionnisme. Le premier pays à instaurer le vote obligatoire est la Belgique, en 1893, suivie par l'Australie en 1924, puis par le Danemark, le Luxembourg, la Grèce, le Brésil, le Venezuela, quelques cantons suisses ou encore la Turquie. La sanction est généralement une amende de faible niveau, et a donc une fonction symbolique. Cela peut suffire, cependant, pour faire chuter l'abstention dans un pays de manière spectaculaire : en Australie, cette dernière est passée de 40,6 % des inscrits en 1922 à 8,6 % en 1925, après instauration du vote obligatoire. 
Éradiquer l'abstention n'est toutefois pas un remède efficace au dysfonctionnement d'une démocratie. La question a souvent été posée en France, où une partie de la classe politique rejette cette idée, affirmant que, le vote étant un droit, celui qui en dispose doit avoir le droit de ne pas l'exercer.
Le vote obligatoire s'assortit souvent en contrepartie d'une reconnaissance officielle du vote blanc (cas de la Belgique, par exemple).

## Poids des voix
De nombreuses élections ont lieu dans un souci de respecter, au nom de l’égalité, le principe « une personne, une voix », ce qui signifie que tous les votes d’électeurs doivent être comptés avec le même poids. Ce n'est pas le cas de toutes les élections, toutefois. Le vote plural, par exemple, accorde un poids variable au vote en fonction de la position du votant dans la société, instaurant de fait le mécanisme d’« une action, une voix ». Des voix supplémentaires sont en fait accordées à certains électeurs compte tenu de leurs capacités supposées. Jusqu’en 1948 au Royaume-Uni, certains électeurs disposaient de deux ou trois voix en raison de leurs diplômes, de leur situation familiale ou de leur fortune personnelle. 
En Belgique, en Espagne sous Franco ou encore dans le Portugal salazariste, le vote familial permettait, de la même manière, aux parents de voter au nom de leurs enfants mineurs. Ses promoteurs, qui prétendaient se positionner dans l’intérêt de la famille, comptaient en réalité sur le conservatisme supposé des pères de famille. Cette mesure faisait d’ailleurs partie du projet de constitution attribué au maréchal Pétain. Le vote familial s’est finalement heurté au principe égalitaire « une personne, une voix », le fait que le poids électoral des individus puisse varier en fonction de leur situation familiale finissant par être mal accepté par le corps électoral dans son ensemble. Il n’est plus utilisé nulle part à l’heure actuelle. Sa réutilisation dans une démocratie moderne semble peu probable, les enfants acceptant certainement moins facilement, de nos jours, de voir leurs parents voter à leur place.
Les votes peuvent également être pondérés de manière inéquitable pour d'autres raisons, telles que la supériorité du poids du vote de membres de rang plus élevé que d’autres au sein d’une organisation. Le poids du vote ne doit pas être confondu avec le pouvoir électoral. Dans les situations où certains groupes d'électeurs votent tous de la même manière (par exemple, les partis politiques dans un parlement), le pouvoir électoral mesure la capacité d'un groupe à changer le résultat du vote. Les groupes peuvent former des coalitions afin de maximiser leur pouvoir électoral.

## Calendrier et lieu
Le vote se déroule en général à une date unique, bien que des procédures de vote anticipé destinées à améliorer la participation soient appliquées dans plusieurs pays.
Le lieu est en principe neutre et public (bureau de vote) mais ce principe connaît également de nombreuses variations selon la procédure locale. 